# 北海道シャララ
「北海道シャララ」（ほっかいどうしゃらら）は、2000年4月27日に発売されたカントリー娘。の3rdシングル。

## 概要
テレビ東京系列「アイドルをさがせ!」エンディングテーマ。

## 収録曲
全作詞:まこと&つんく　全作曲：つんく　全編曲：高橋諭一
1. 北海道シャララ
2. 北海道シャララ(カップリング・ヴァージョン)
3. 北海道シャララ(オリジナル・カラオケ)

## 参加ミュージシャン
北海道シャララ
- プログラミング&ギター&コーラス：高橋諭一
- ベース&コーラス：木下じゅん
- コーラス：新堂敦士&橋本慎